# Tous pour un
Tous pour un est un jeu télévisé québécois diffusé en trois générations à la Télévision de Radio-Canada. La première du 10 octobre 1963 au 27 mai 1969, la deuxième du 10 septembre 1992 au 30 mars 1995, et la troisième du 20 septembre 2007 au 16 juin 2011.

## Synopsis
La formule veut que le concurrent réponde à toutes les questions pour gagner. S’il ne peut répondre ou s’il donne une fausse réponse à l’une d’elles, il peut alors recourir à un Appel à tous. Lors d’un Appel à tous, une question est posée aux téléspectateurs qui peuvent sauver le concurrent.
Lors de la première émission, avec l’animateur Raymond Charette, l’émission avait pour thème la Première Guerre mondiale et le premier participant était un jeune étudiant en droit, du nom de Robert Décarie, qui devint par la suite juge à la Cour d’appel fédérale, auteur de Chère Élise (1983) et de Confidences d’un conseiller de la Reine (2014)[réf. nécessaire].
L'émission a été reprise en 1992 à l’occasion du 40e anniversaire de Radio-Canada. L'émission est aussi revenue en 2007 pour deux émissions spéciales marquant le 50e anniversaire de l’entrée en ondes de la série Les Belles Histoires des pays d'en haut, le 8 octobre 1956. Par la suite, l'émission est revenue à l'antenne de façon régulière.

### Sujets les plus célèbres
- Hockey
- Tintin
- La famille royale
- Les Belles Histoires des pays d'en haut
- La Petite Vie

## Animateurs
- Raymond Charette (1963 à 1967)
- Jacques Fauteux (1967 à 1969)
- Gilles Gougeon (1992 à 1994)
- Jean Besré (1994 à 1995)
- Francis Reddy (2007 à 2011)